# کیم جونگ-مین (بازیکن فوتبال، زاده ۱۹۴۷)
کیم جونگ-مین (انگلیسی: Kim Jong-min؛ زادهٔ ۱۹ آوریل ۱۹۴۷) بازیکن فوتبال اهل کره شمالی بود.
وی همچنین در تیم ملی فوتبال کره شمالی بازی کرده‌است.